# CZ97
CZ 97 je samonabíjecí pistole ráže .45 ACP (Automatic Colt Pistol) s uzamčeným závěrem a dvojčinným spoušťovým mechanismem SA/DA (Single Action/Double Action), vyráběná Českou zbrojovkou v Uherském Brodě.
Jedná se o zbraň mechanicky shodnou s rozšířeným modelem CZ 75B, ze kterého vývojově vychází (ocelový rám pistole CZ 97 je v podstatě zvětšeným a částečně pozměněným rámem, konstruovaným pro širší dvouřadý zásobník pro ráži .45 ACP). Oproti modelu CZ 75B (který byl druhou generací CZ 75) je jinak řešeno uzamykání, je zde princip překrytí uzamykací plochy závěru a hranolu na hlavni.

## Varianty
Vyráběna je ve variantách CZ 97 B a CZ 97 BD (primárně určena pro ozbrojené složky).
- CZ 97B: manuální pojistka, dřevěné střenky
- CZ 97BD: na místě manuální pojistky se nachází vypouštěč kohoutu, pryžové střenky

## Specifikace
Základní specifikace shodné pro všechny varianty zbraně:
- Ráže: .45 ACP
- Celková délka zbraně: 212 mm
- Délka hlavně: 114,8 mm
- Výška zbraně: 150 mm
- Šířka zbraně: 35 mm
- Hmotnost: 1150 g
- Kapacita zásobníku: 10
- Mířidla: pevná
- Bezpečnostní prvky: manuální pojistka, bezpečnostní ozub, blokování zápalníku